# Gymnobothrus flaviventris
Gymnobothrus flaviventris är en insektsart som beskrevs av Boris Petrovich Uvarov 1953. Gymnobothrus flaviventris ingår i släktet Gymnobothrus och familjen gräshoppor. Inga underarter finns listade i Catalogue of Life.